# Pietà di San Pietro d'Orzio
La Pietà di San Pietro d'Orzio è un dipinto olio su tavola di Andrea Busati conservato nella chiesa di San Pietro. La chiesa, pur essendo molto dislocata dal capoluogo, conserva molte opere di pregio.

## Storia
Il dipinto è stato di difficile assegnazione ma di sicuro alto valore artistico tanto che furono indicati come creatori Giovanni Bellini, Cima da Conegliano e Andrea Previtali o uno dei Santacroce, ma nessuno di questi dava certezza. Negli atti della visita pastorale dell'arcivescovo di Milano san Carlo Borromeo, nell'autunno del 1575, definì la pala molto bella mentre Giovanni Maironi da Ponte scrisse nel Dizionario Odeporico del 1819-1820: in fondo alla chiesa [e] rappresentante la Beata Vergine Addolorata col cadavere del figlio in braccio. La chiesa è una delle più antiche del territorio risalente secondo l'archivio diocesano a 1249, e il dipinto è conservato nel primo altare di destra dedicato alla Madonna Addolorata, ma la sua collocazione originale era probabilmente l'altare maggiore dedicato al Santissimo Sacramento gestito dalla congregazione relativa.
Malgrado non si conosca la committenza è presumibile che fu commissionata dai migranti valligiani che, trasferitisi a Venezia vi avevano trovato fortuna, e, come era d'uso sono infatti molti i lavori chiamati tesori dei migranti presenti nella val Brembana e Seriana, desideravano abbellire la chiesa d'origine indicando anche agli abitanti la loro raggiunta migliore posizione sociale. Inoltre la chiesa conserva anche altre opere di importante interesse artistico a testimoniare quanto fosse importante questo edificio di culto per i locali. 
Nel 1898 il dipinto fu analizzato da Adolfo Venturi che ne attribuì la paternità al pittore veneziano attivo nel Cinquecento Bartolomeo Veneto, perché identificava la grande assonanza con il paesaggio, di cui un'opera è conservata nella pinacoteca di Bergamo dell'Accademia Carrara. Fu successivamente indicato Cima da Conegliano dai critici come Wilhelm von Bode, Ludwig von Pastor così come da Jacob Burckhardt che ritenevano di trovane affinità con il dipinto Cristo in pietà sorretto dalla Madonna.

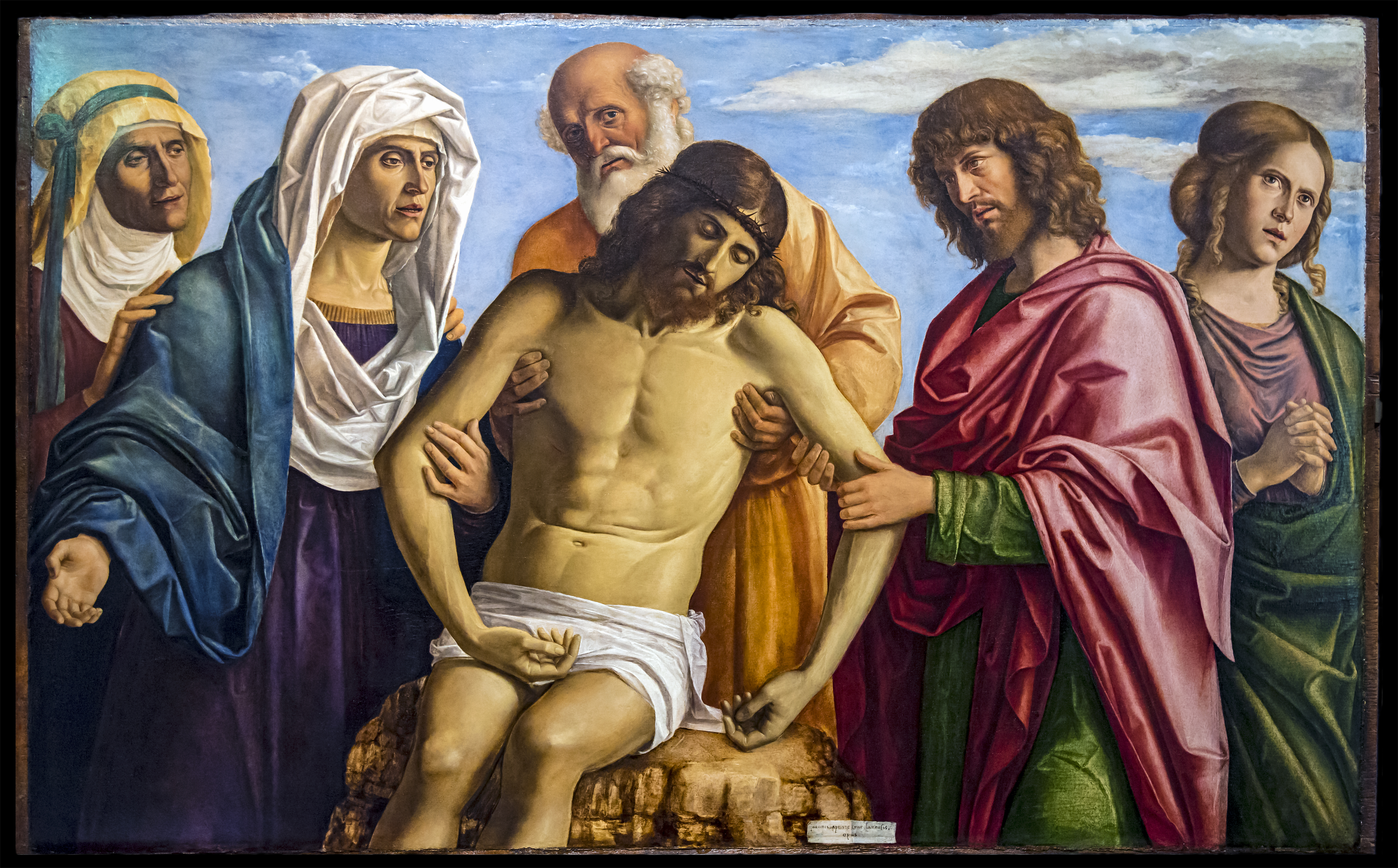
Accademia Carrara - Cristo in pietà sostenuto dalla Madonna, Nicodemo e san Giovanni Evangelista con le Marie - Cima da Conegliano

Ma vi era una firma anche se di difficile interpretazione. Fu Angelo Pinetti a decifrarla in parte: ANTONELLUS R […]. Questo escludeva sicuramente il Veneto. Indagini a infrarossi aggiunsero l'informazione che solo le due lettere iniziali erano autentiche e questo portò a mettere in correlazione al dipinto e alle sue assonanze con le opere veneziane dei Bellini e del Cima da Conegliano al Busati allievo del Bellini. Scrisse del dipinto Sereno Locatelli Milesi: Il dipinto sa rendere, non senza efficacia, il cupo e disperato dolore della madre piangente sul corpo del Figlio morto, mentre al tragico gruppo contrasta la festività del paese col monte turrito sparso di macchiette'.

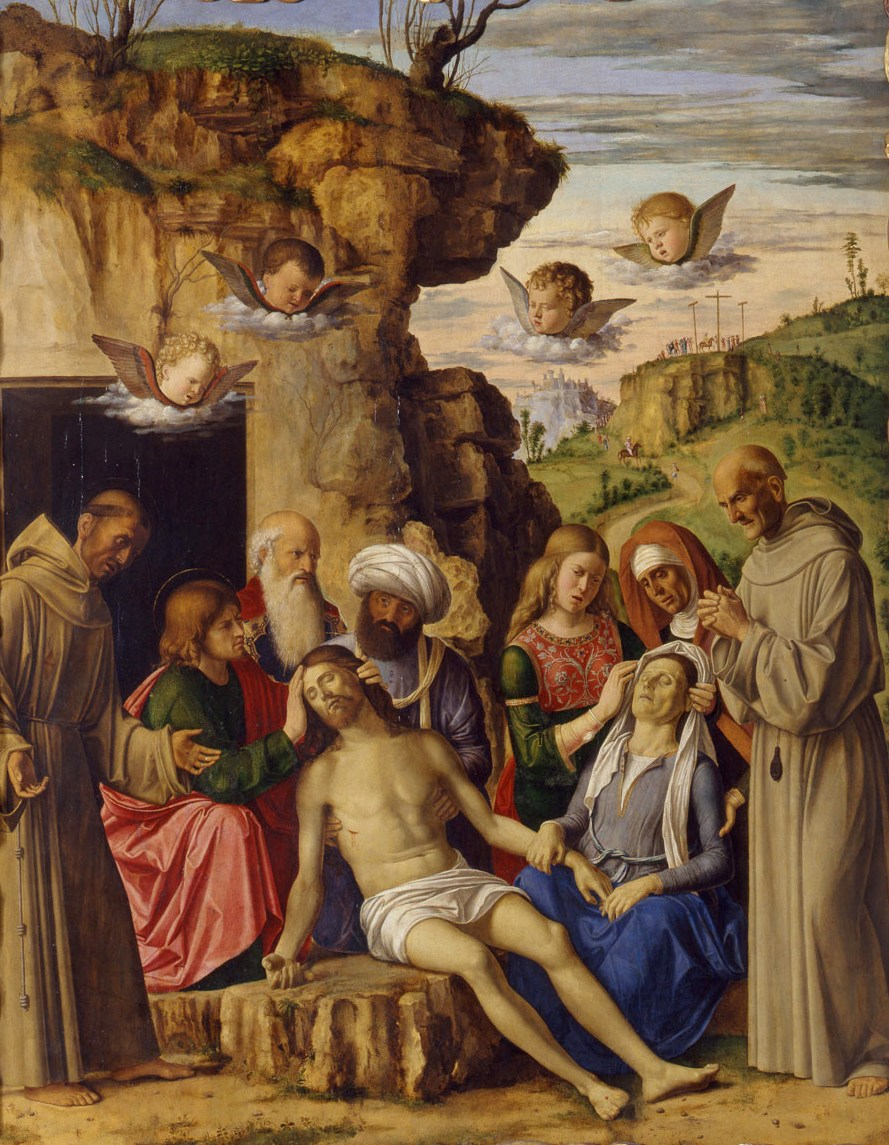
Cima da Conegliano, Compianto sul Cristo morto, Galleria Estense, Modena

## Descrizione
Il compianto funebre era un tema molto usato nel Medioevo, nell'Europa centrale il tema risulta presente già nel Trecento conosciuto con il nome di Vesperbild (immagine al vespro), e molte sono le statuette in terracotta, gesso o legno che raffigurano Maria addolorata, stanca, con il figlio, appena deposto dalla croce, e accolto sulle gambe, anche se questo evento non è narrato nei vangeli ma è di chiara interpretazione artistica per rispondere anche all'esigenza popolare di conoscere il succedersi di una storia.
Il dipinto presenta sullo sfondo la rappresentazione paesaggistica en plein air, che era tipica del Bellini, con la raffigurazione di città torrite e murate dalle caratteristiche medioevali non certo greco romane, ma con assonanze fiamminghe. Il dipinto presenta numerosi dettagli che lo rendono molto realistico, e si propone iconograficamente come la Pietà Donà dalle Rose del Bellini del 1502, mentre i personaggi hanno uno stile simile al Cima da Conegliano.
Il corpo del Cristo posto sulle gambe della Madonna ha una postura innaturale, con il braccio lasciato pendere che riprende l'iconografia ripresa dai sarcofagi romani del II secolo d.C. detti braccio di Meleagro o semplicemente braccio della morte. 

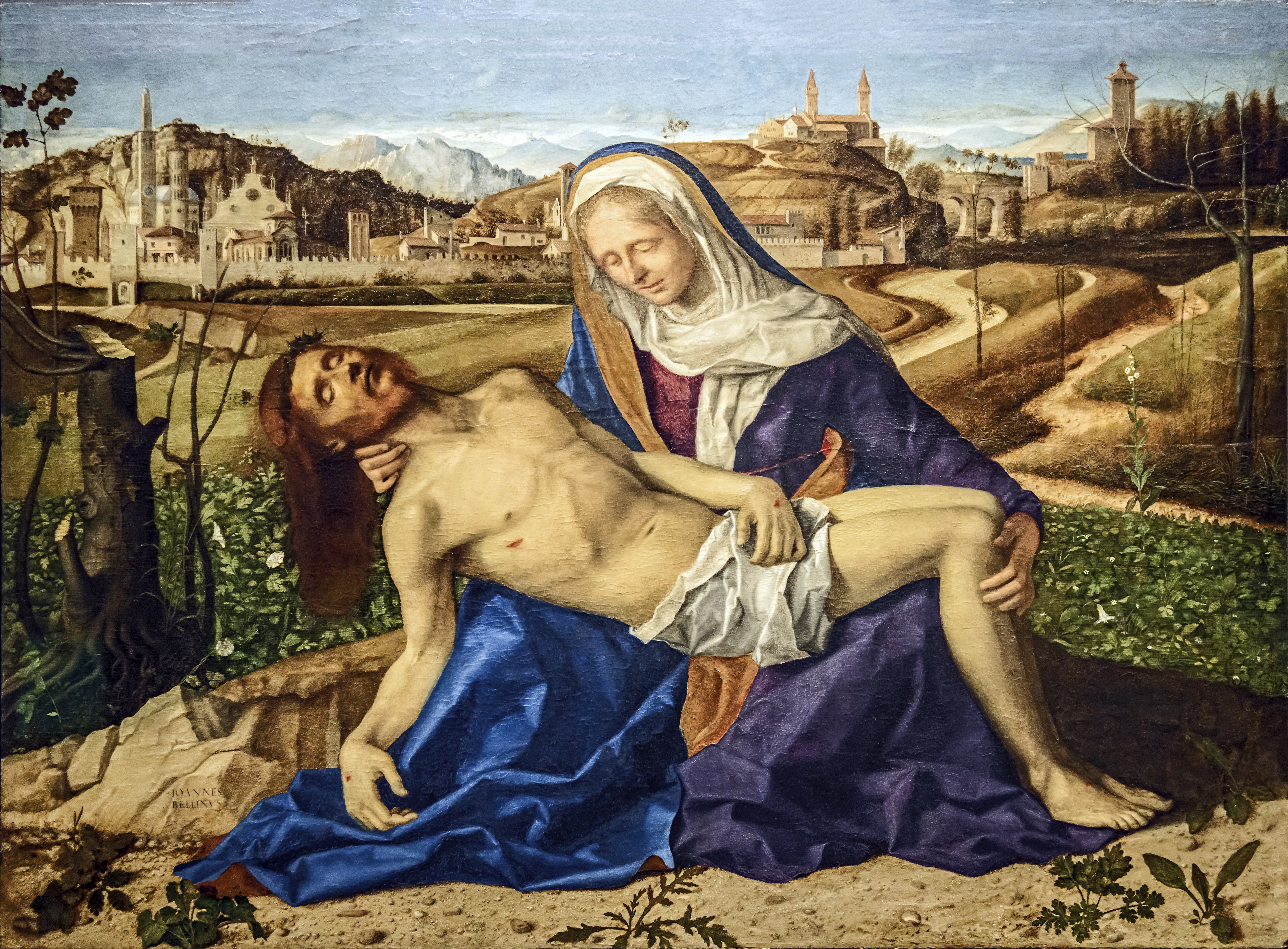
Gallerie dell'Accademia - Pietà Donà dalle Rose di Giovanni Bellini Cat.883

La Madonna ha il volto segnato dall'intensità del dolore. Con il suo grande manto avvolge il corpo del figlio, una cintura rossa le stringe il busto richiamo alla vita ultraterrena, e segno di grazia su quel corpo così fortemente colpito.
La prospettiva su sviluppa su tre livelli. La parte superiore con il cielo illuminato da un sole che tramonta ha sul lato sinistro la collina del Calvario dove sono ancora poste le tre croci, mentre a destra vi è l'avamposto militare veneziano della Rocca di Monselice, molte volte inserita nei dipinti del Cinquecento veneziano. Le linee discendenti della collina del Golgota e della rocca sono l'invito al visitatore a guardare nel centro del dipinto dove sono posti i due personaggi che sono i veri protagonisti dell'opera.
Il livello centrale con le importanti valenze metaforiche è ricco di particolari. Vi è raffigurata una località medioevale con le torri, il ponte, il cerchio che collega le terra al cielo, un corso d'acqua, l'acqua quale segno di purificazione attraverso il battesimo, e una nave anche questa raffigurazione ampiamente simbolica dell'antica croce cristiana, nonché dell'arca di Noè e la barca di Pietro sul monte di Tiberiade, ma molti sono i passi delle scritture che si riconducono all'acqua e alla nave.
Sul lato destro della tavolasa vi è un pastore con il suo gregge di pecore e capre a richiamo dell'evangelista Matteo (25,3-33), questa raffigurazione è identica a quella belliniana del Paesaggio con le tre Marie. Vi sono raffigurati una coppia dei cervi, questo sarebbe riconducibile alla credenza medioevale che riteneva questi animali nemici dei serpenti che uccidevano calpestandoli, e anche questo è un parallelismo con il Cristo che calpesta il diavolo. A sinistra vi è raffigurata una quaglia e a fianco un piccolo cartellino firmato dal Busati. Anche questo simbolo cristiano, la quaglia nelle credenze popolari salva i suoi piccoli fingendosi morta e sacrificandosi per loro. Molti altri animali sono inseriti nel dipinto tutti aventi simboli cristologici. 
Due donne e un angelo sono poste a sinistra, e sono quelle che accorse al sepolcro riceveranno l'annuncio della resurrezione. Tutta l'opera è però attratta dalle due figure centrali, tanto grandi da sembrare non proporzionate nell'intero contesto ma che sono raffigurano la tematica centrale, la morte quale premessa per la resurrezione.